# Herbert Harris

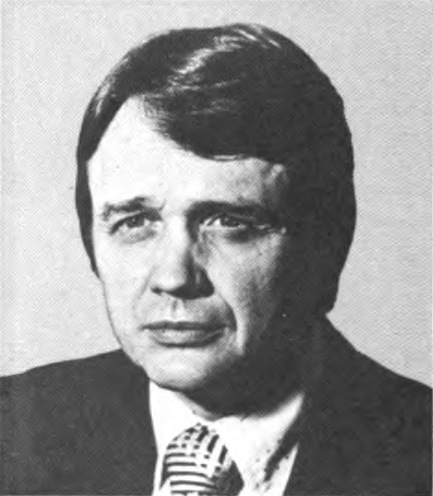
Herbert Harris (1977)

Herbert Eugene Harris II (* 14. April 1926 in Kansas City, Missouri; † 24. Dezember 2014 in Mount Vernon, Virginia) war ein US-amerikanischer Politiker. Zwischen 1975 und 1981 vertrat er den Bundesstaat Virginia im US-Repräsentantenhaus.

## Werdegang
Herbert Harris besuchte die öffentlichen Schulen seiner Heimat. In den Jahren 1944 und 1945 absolvierte er das Missouri Valley College und danach bis 1946 die University of Notre Dame in Indiana. Anschließend besuchte er bis 1948 das Rockhurst College. Nach einem anschließenden Jurastudium an der Georgetown University in Washington, D.C. und seiner 1951 erfolgten Zulassung als Rechtsanwalt begann er in Kansas City in diesem Beruf zu arbeiten. Noch im gleichen Jahr zog er in die Bundeshauptstadt. Dort war er Mitbegründer und Vizepräsident der Handelsberaterfirma Warner & Harris Inc. Gleichzeitig schlug er als Mitglied der Demokratischen Partei eine politische Laufbahn ein. Von 1968 bis 1974 gehörte er dem Bezirksrat im Fairfax County an, wohin er inzwischen gezogen war. Zur gleichen Zeit arbeitete er für die  Northern Virginia Transportation Authority. Von 1970 bis 1974 war er stellvertretender Vorsitzender der Washington Metropolitan Area Transit Authority, die den öffentlichen Nahverkehr im Großraum um Washington D.C. betreibt.
Bei den Kongresswahlen des Jahres 1974 wurde Harris im achten Wahlbezirk von Virginia in das US-Repräsentantenhaus in Washington gewählt, wo er am 3. Januar 1975 die Nachfolge des Republikaners Stanford Parris antrat. Nach zwei Wiederwahlen konnte er bis zum 3. Januar 1981 drei Legislaturperioden im Kongress absolvieren. Im Jahr 1980 unterlag er seinem Vorgänger Parris. Nach dem Ende seiner Zeit im US-Repräsentantenhaus praktizierte Herbert Harris als Rechtsanwalt in der Kanzlei Harris & Berg in Washington.